# Wilhelm Jenny (Turner)
Wilhelm Jenny (* 28. Mai 1832 in Basel; † 17. September 1887) war ein Schweizer Turner und Turnpädagoge, der sich als Förderer des Turnern für Mädchen und Frauen in der Schweiz verdient gemacht hat.

## Leben und Werk
Wilhelm Jenny wuchs in Lörrach auf, wo sein Vater ein Eisen- und Hammerwerk käuflich erworben hatte. Nach dem Schulbesuch stieg er in das väterliche Geschäft ein. Dennoch fühlte er sich mehr der Vermittlung von Wissen hingezogen. Daher besuchte er das Lehrerseminar in Karlsruhe. 1861 ging er als Lehrer für Mathematik zurück nach Basel, wo er als zweites Hauptfach auch Turnen unterrichtete. Die 1864 erfolgte Versetzung an die Höhere Mädchenschule in Basel führte dazu, dass er sich zu einem hervorragenden Mädchenturnlehrer in der Schweiz entwickelte. Aus praktischer Erfahrung legte er das Buch der Reigen vor, dem weitere Publikationen zur Turnbewegung in der Schweiz folgten.
Ein Nervenleiden schränkte ihn ein und führte letztendlich 1887 zu einem frühen Tod.

## Schriften (Auswahl)
- Buch der Reigen. – Eine Sammlung von Tanzreigen, Aufzügen mit Gesang, Lieder- und Kanonreigen zum Gebrauche beim Schulturnen, nebst Anleitung zur unterrichtlichen Behandlung derselben. 3. vermehrte und verbesserte Auflage, Hof 1907.